# جورج غرين (لاعب كرة قدم)
جورج غرين (بالإنجليزية: George Green) (2 مايو 1901 بليمينجتون سبا في المملكة المتحدة - 1 يناير 1980) هو لاعب كرة قدم بريطاني (وحمل سابقاً جنسية المملكة المتحدة لبريطانيا العظمى وأيرلندا) في مركز نصف الجناح. شارك مع منتخب إنجلترا لكرة القدم. أما مع النوادي، فقد لعب مع شيفيلد يونايتد ونادي ليمنجتون.

## وصلات خارجية
- جورج غرين (لاعب كرة قدم) على موقع قاعدة بيانات كرة القدم.إي يو (الإنجليزية)
- جورج غرين (لاعب كرة قدم) على موقع ناشيونال فوتبول تيمز (الإنجليزية)